# خلية تائية غير بالغة

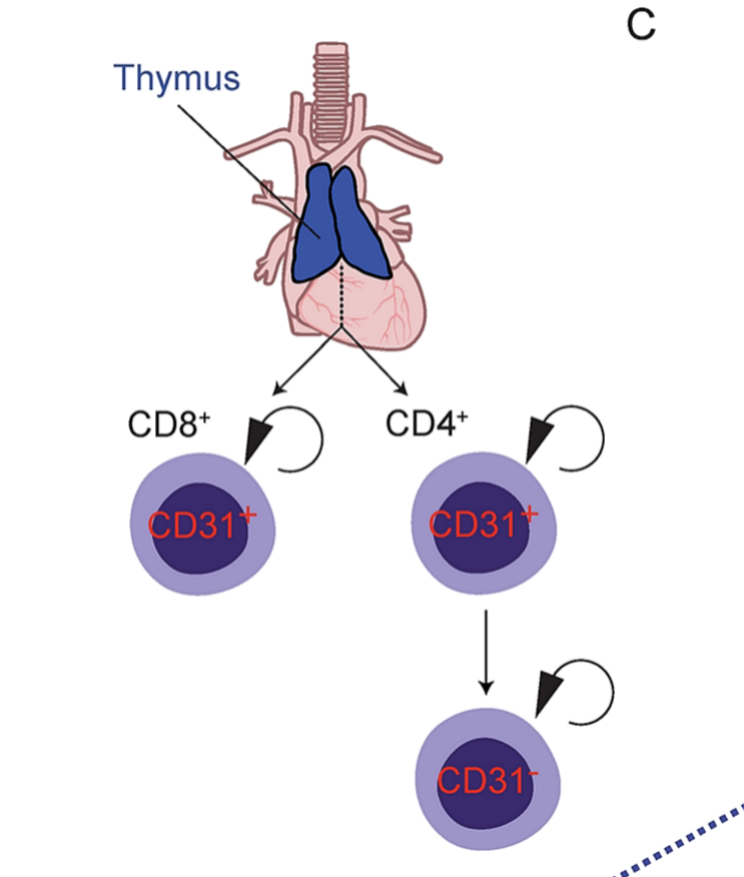

خلية تائية غير بالغة أو خلية تائية غشيمة  أو خلية تائية ساذجة (بالإنجليزية: naïve T cell أو Th0 cell)  هي خلية تائية تمايزت في نخاع العظام وعبرت عملية التحمل المناعي المركزي بسلام في الغدة الزعترية. من ضمن تلك الخلايا الخام: خلايا تي المساعدة (CD4+) ووخلايا تي القاتلة (CD8+). تعتبر الخلية تي الغشيمة خلية غير ناضجة بعكس ما يسمى «خلية تي منشطة» أو خلية تي ذاكرة، وهي «لم تتقابل» بعد بأي جسيم غريب (مستضد).

## نمطها الظاهري
توصف خلية تي الخام بأن لها سلكتين L-selectin على سطحها (ويسمى أيضا CD62L)؛ مع عدم وجود معلمات تنشيط (ما يسمى كتل التمايز): CD25 أو CD44 أو CD69 ، وعدم وجو ذاكرة CD45RO . ويمكنها ابداء مستقبل إنترلويكين 7 (interleukin-7 receptor). ويعتقد أن خلية تي الخام لاتنقسم وتحتاج السيتوكينات IL-7 و IL-15 للبقاء حية.

## اقرأ أيضا
- خلية تائية
- خلية تي مساعدة
- خلية بي خام
- خلية قاتلة

مناعة